# Ут (Француска)
Ут (фр. Authe) насеље је и општина у североисточној Француској у региону Шампањ-Арден, у департману Ардени која припада префектури Вузје.
По подацима из 2011. године у општини је живело 92 становника, а густина насељености је износила 9,71 становника/km². Општина се простире на површини од 9,47 km². Налази се на средњој надморској висини од 172 метара.

## Демографија
| 1962. | 1968. | 1975. | 1982. | 1990. | 1999. | 2011. |
| ----- | ----- | ----- | ----- | ----- | ----- | ----- |
| 107   | 125   | 96    | 87    | 83    | 94    | 92    |

График промене броја становника у току последњих година